# Březenec
Březenec (německy Pirken) je část města Jirkov v okrese Chomutov. Nachází se na západě Jirkova.

## Název
Vesnice se původně jmenovala Březná, ale pro odlišení od okolních vesnic s podobným jménem byl její název změněn na Břězencě (malá Březná). Změnou koncovky došlo později také ke změně na mužský rod. V historických listinách se jméno objevuje například ve tvarech: Brziezna (1352), Pirkaw (1369), in Birka (1379), Pyrkau (1399), Pirkau (1405), in Brzezency (1417), in Brzycznecz (1424) nebo Brzezowa (1571).

## Historie

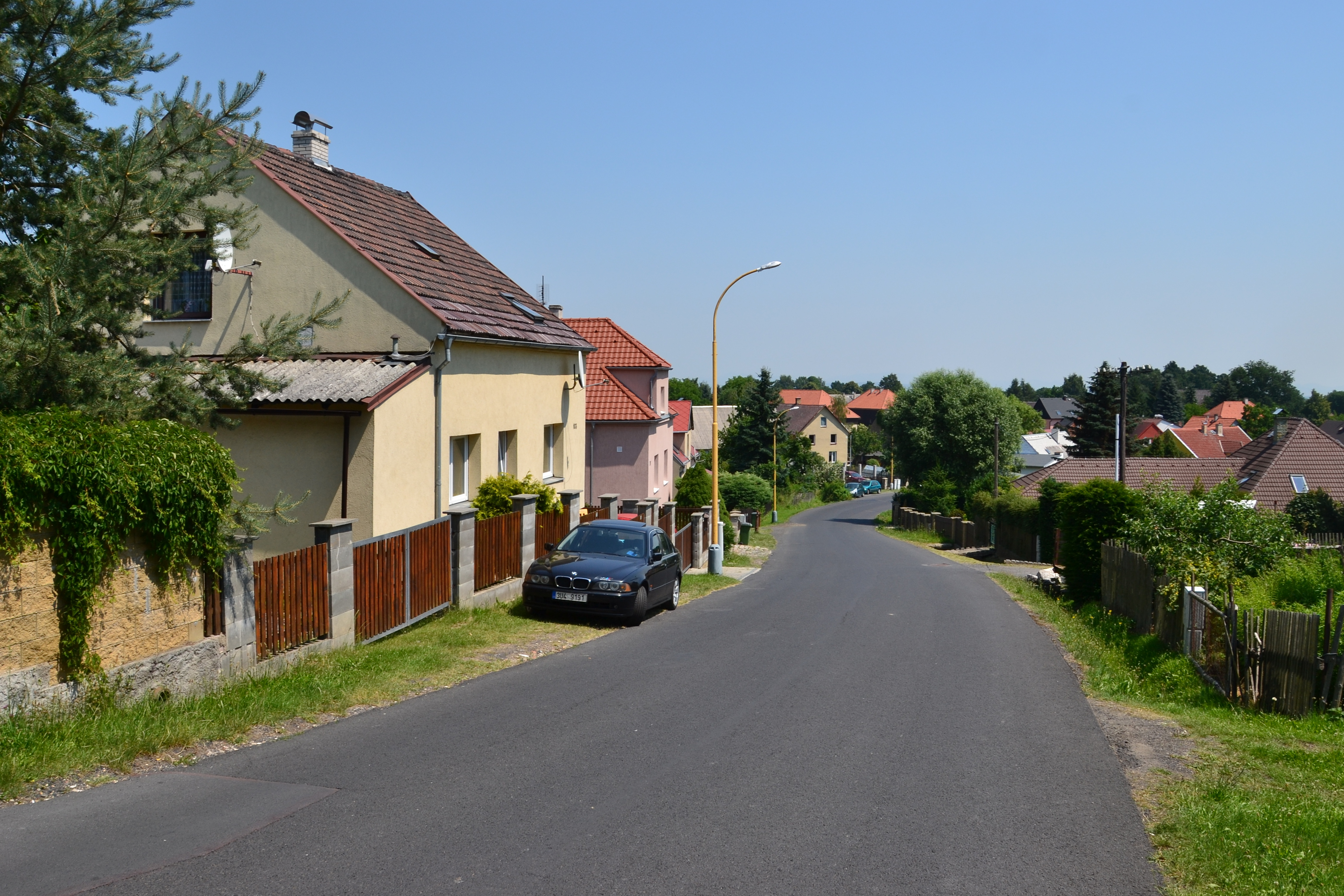
Západní část Březence směrem od Šerchova

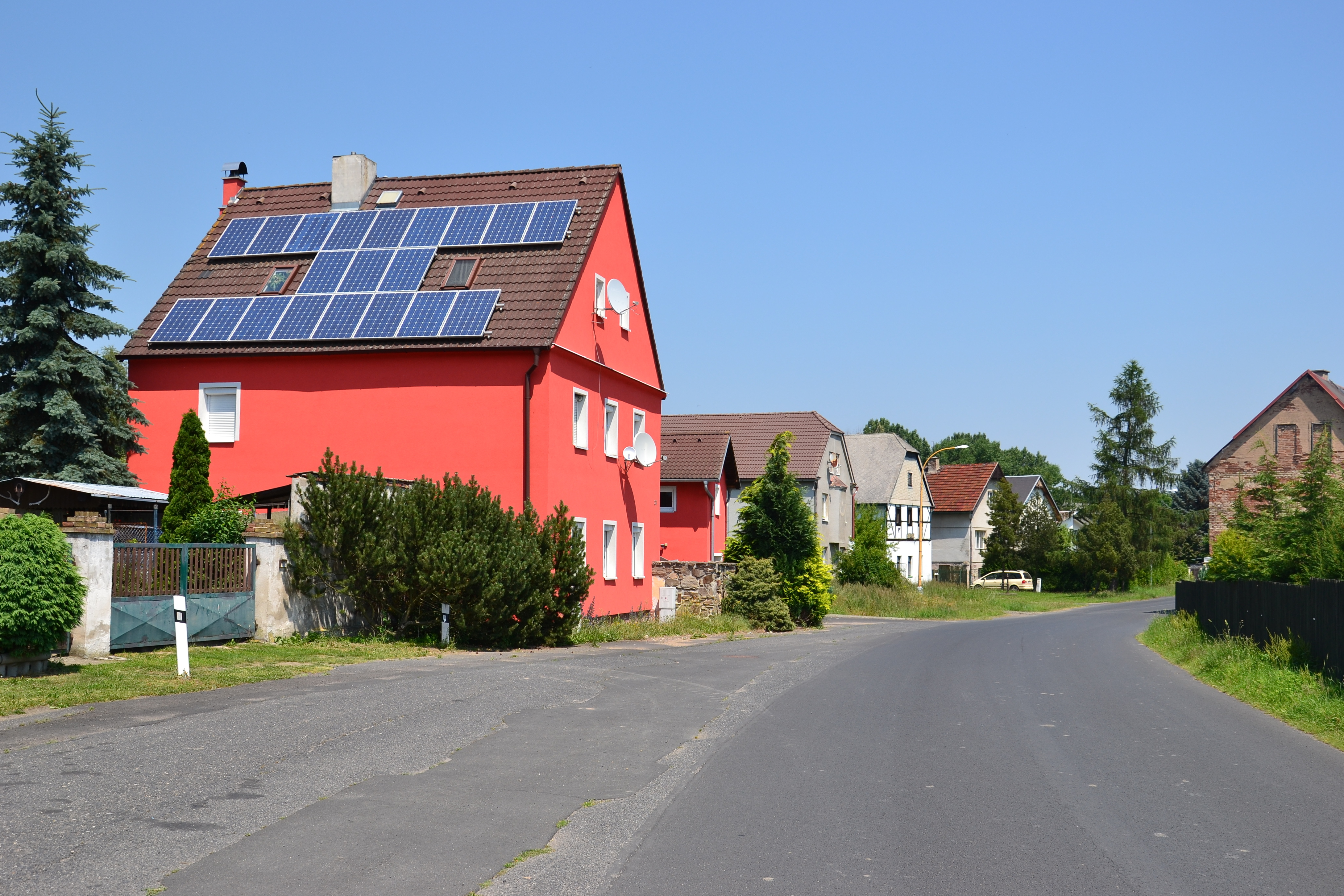
Střední část vesnice

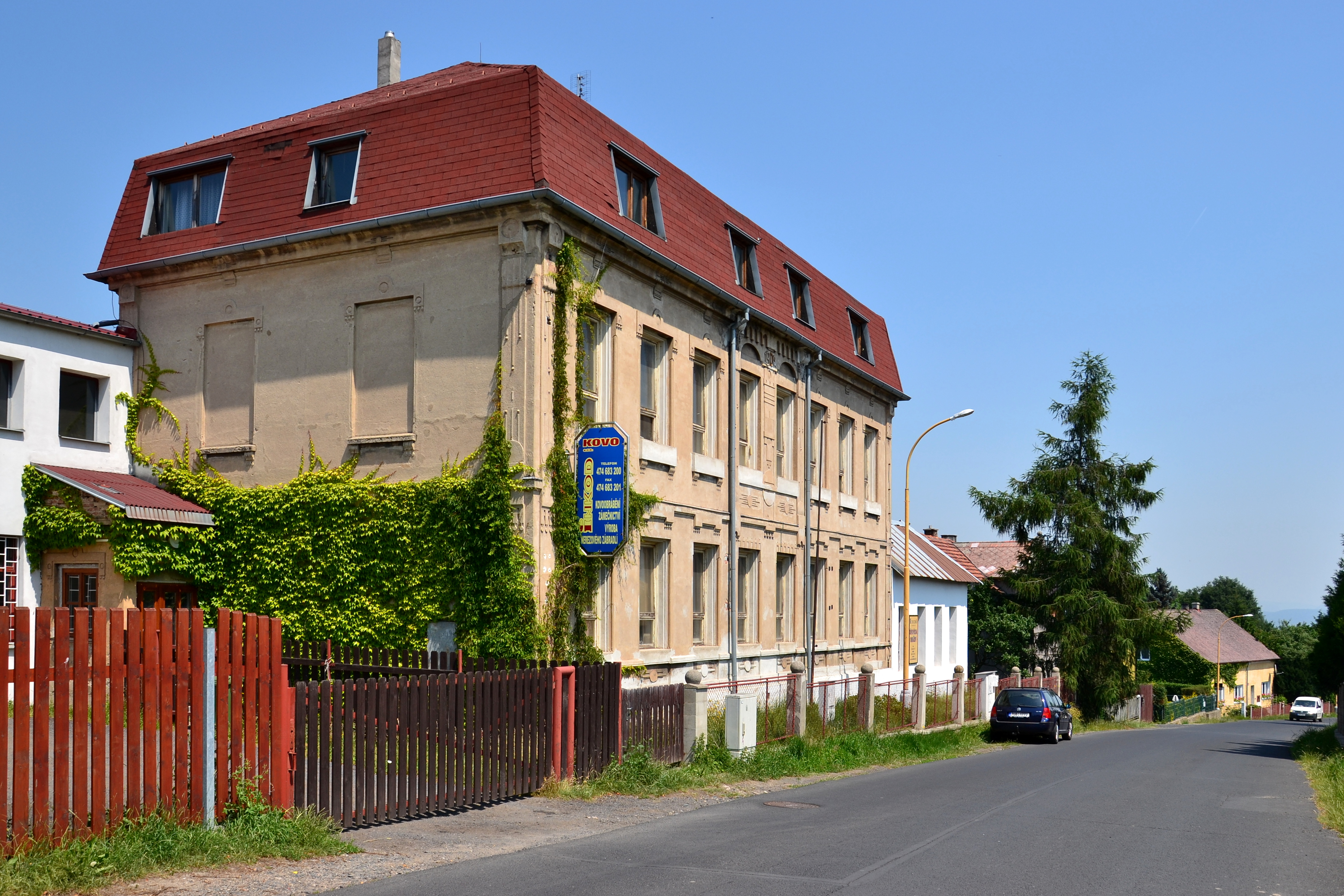
Bývalá škola

První písemná zmínka o Březenci pochází z roku 1352 a týká se zdejšího kostela svatého Linharta. Vesnice mohla už ve třináctém století patřit k majetku chomutovské komendy, ale neznámým způsobem ji získali páni z Alamsdorfu, kteří si nedaleko odtud založili hrad Najštejn. Alamsdorfové vedli s řádem německých rytířů četné spory, ale nakonec jim Fricolt a Niggel z Alamsdorfu roku 1368 prodali všechen majetek, pravděpodobně i s Březencem, za 420 kop grošů. Definitivně byl obchod uzavřen až v roce 1381.
Vztahy mezi německými rytíři a králem Václevem IV. byly napjaté, a panovník jim roku 1411 zabavil majetek. Později se Březenec stal součástí panství Červeného hrádku, u kterého byl uveden poprvé v roce 1449. Ve čtyřicátých letech šestnáctého století se obyvatelé zabývali tkaním látek, a dva zdejší obyvatelé byli členy chomutovského cechu pláteníků.
V roce 1560 v Březenci žilo 23 poddaných a stával zde mlýn. Poddaní platili dávky ve výši čtyř kop a 56 grošů na svátek svatého Jiří a jednu a půl kopy grošů na svátek svatého Jakuba. O Vánocích navíc platili šest grošů a čtyři feniky a odevzdávali tři strychy žita a dva strychy ovsa. O tři roky později se počet poddaných zvýšil na třicet. Dávky a jejich rozdělení se změnili, a majitelé domů museli ročně odpracovat jeden den plavením dřeva po Bílině, jeden den se podílet na opravě cest a mostů a jeden den ročně kosit trávu na panských loukách. Březenecký rychtář směl odebírat a prodávat jen vrchnostenské pivo.

Po třicetileté válce ve vsi podle berní ruly žilo šestnáct sedláků, devět chalupníků a několik poddaných bez pozemků. Patřilo jim celkem 39 potahů, 57 krav, 79 jalovic, 59 ovcí, sedm prasat a 58 koz. Jeden ze sedláků provozoval hospodu a kromě chovu dobytka byly významným zdroji obživy prodej dřeva v okolních městech a práce na měšťanských polích. Ve druhé polovině sedmnáctého století Březenec patřil k ahníkovskému panství pánů z Martinic.

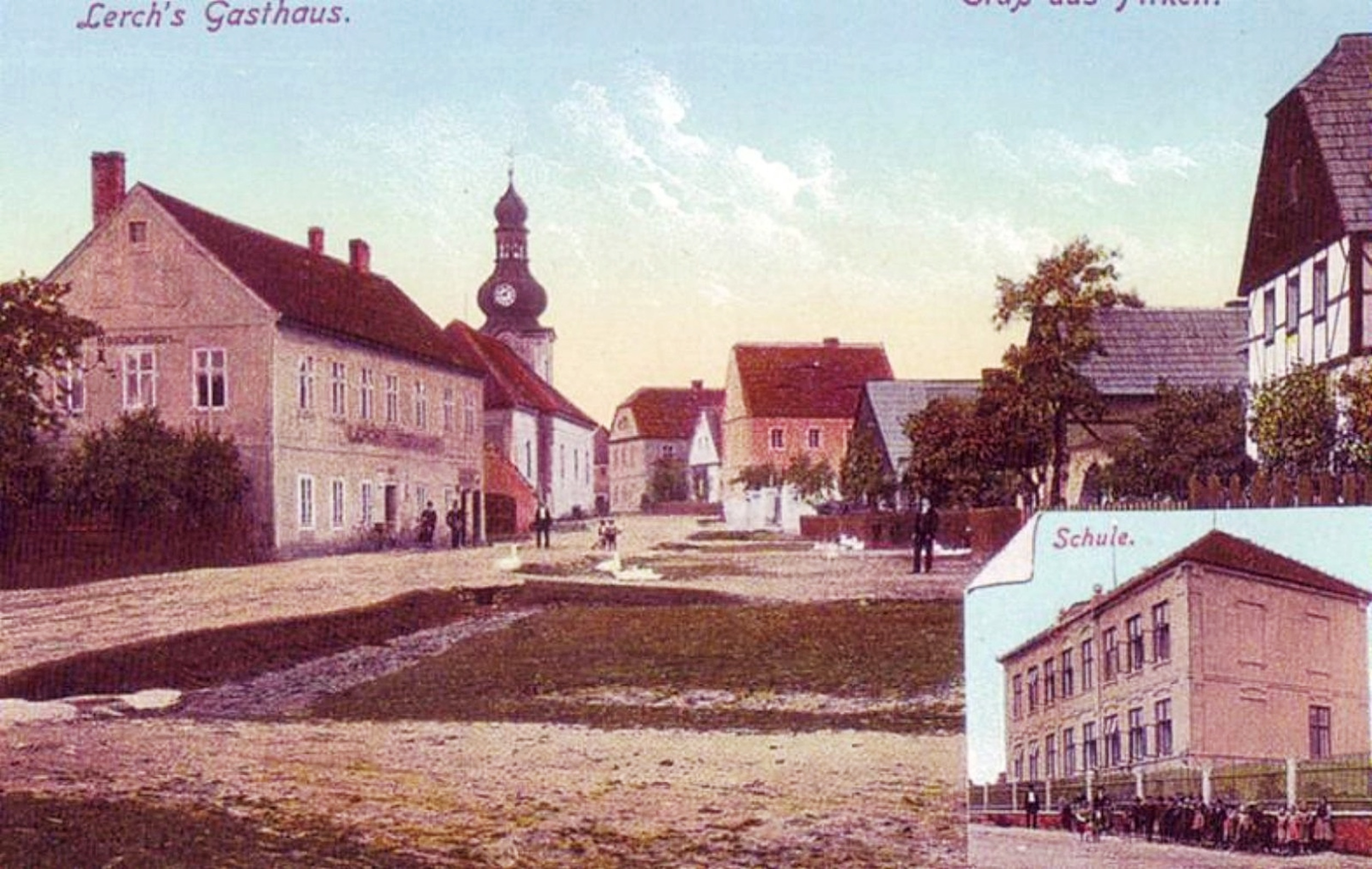
Pohlednice z doby kolem roku 1900

Ve druhé polovině šestnáctého století Kryštof z Karlovic založil první jirkovskou papírnu, která podle mapy z roku 1720 stávala v Březenci. Papírna měnila majitele, a přes požár v roce 1917 fungovala až do roku 1947, kdy byla zrušena a její moderní vybavení přestěhováno do Chomutova. Koncem dvacátého století budovu bývalé papírny využívala společnost Kovovýroba.
Během napoleonských válek v letech 1812–1814 okolím procházela vojska nebo transporty raněných vojáků a zajatců. Vojáci bývali často ubytováni ve velkém počtu přímo ve vsi, což kladlo vysoké nároky na produktivitu zdejšího hospodářství. Situaci navíc zhoršovaly nájezdy ruských kozáků, kteří tábořili u Vinařic a také zde hledali potraviny. Vojáci do vsi zavlekli nakažlivé nemoci, kterým roku 1813 podlehlo 26 vesničanů. 
Nepříznivá situace přetrvala i po válce, protože vojáci spotřebovali i semena určená k zasetí. Úrodu v roce 1816 zničil přívalový déšť. Podle díla Johanna Gottfrieda Sommera z roku 1846 v Březenci žilo 296 lidí ve 48 domech, bývala zde škola, mlýn a hospoda.
V devatenáctém století v hospodářství převažovalo zemědělství, ale stávaly zde drobné průmyslové podniky. Na polích se pěstovalo žito, ječmen, brambory a koncem století pšenice. Rozšířené bývalo včelařství i ovocnářství a kromě běžných druhů se pěstovaly morušovníky, vinná réva nebo kaštanovníky.
Kromě papírny u Březence stály v údolí Bíliny hamry, které zpracovávaly rudu z drobných dolů v okolí, jejíž zásoby však nepostačovaly k jejich plnému zásobení, a proto byly závislé na nakupování surovin odjinud. Později se vyvinuly ve dva malé strojírenské podniky založené v roce 1859 nebo o rok později. Dohromady se v nich ročně vyrábělo asi padesát tun zboží. Později byl jeden vybaven válcovací stolicí a druhý byl v roce 1905 přestavěn na závod na výrobu brusných kamenů. K dalším drobným podnikům patřil mlýn, pískovna, cihelna, kamenolom a pila. Pískovna a lom se nacházely mezi Březencem a Otvicemi na území, které bylo v roce 1977 připojeno k Chomutovu a byla na něm postavena sídliště Kamenná a Zahradní. Před nimi v těchto místech stávaly osady nouzových domků zvané Cihelna, Keprtovo Pole a Kamenný Lom. Z pískovny pochází archeologické nálezy křemencových nástrojů ze starého paleolitu, jejichž stáří se odhaduje na 250 000let.
Po vzniku Československa se Březenec na krátko stal součástí provincie Deutschböhmen. Za první republiky ve vsi v letech 1920–1926 fungovala Severočeská továrna na výrobu kabelů. Během druhé světové války býval v hostinci čp. 77 zajatecký tábor pro sto zajatců z Francie, kteří v pozdějších letech války pracovali u Deutsche Reichsbahn. Koncem války byl Březenec 16. prosince 1944 bombardován, přičemž bylo poškozeno pět domů.

## Přírodní poměry
Březenec stojí ve stejnojmenném katastrálním území s rozlohou 3,94 km², asi dva kilometry západně od jirkovského centra v nadmořské výšce okolo 400 metrů. Oblast se nachází na úpatí Krušných hor, konkrétně v jejich okrsku Bolebořská vrchovina. Geologické podloží tvoří prekambrické dvojslídné a biotitické ruly. Z půdních typů se vyvinuly především kambizemě. Vesnicí protéká Březenecký potok a vlévá se do vyrovnávací nádrže Březenec, která je součástí Podkrušnohorského přivaděče.
V Quittově klasifikace podnebí se Březenec nachází v mírně teplé oblasti MT11, pro kterou jsou typické průměrné teploty −2 až −3 °C v lednu a 16–17 °C v červenci. Roční úhrn srážek dosahuje 600–750 milimetrů, počet letních dnů je 40–50, počet mrazových dnů se pohybuje mezi 110 a 130 a sněhová pokrývka zde leží průměrně 50–60 dnů v roce. Severnější a výše položená část katastrálního území patří do oblasti MT4, kde se průměrné lednové teploty pohybují od −2 do −3 °C a mezi 16–17 °C v červenci. Roční úhrn srážek dosahuje 500–750 milimetrů, sníh zde leží 60–80 dní v roce. Mrazových dnů bývá 110–130, zatímco letních dnů jen 20–30.

## Obyvatelstvo
Při sčítání lidu v roce 1921 zde žilo 712 obyvatel (z toho 340 mužů), z nichž bylo sedm Čechoslováků, 692 Němců a třináct cizinců. Kromě tří lidí bez vyznání a deseti evangelíků byli členy římskokatolické církve. Podle sčítání lidu z roku 1930 měla vesnice 799 obyvatel: osm Čechoslováků, 781 Němců a deset cizinců. Většinou byli římskými katolíky, ale žilo zde také jedenáct evangelíků, dva příslušníci ostatních církví a dvacet lidí bez vyznání.
|                                                                      | 1869 | 1880 | 1890 | 1900 | 1910 | 1921 | 1930 | 1950 | 1961 | 1970 | 1980 | 1991 | 2001 | 2011 | 2021 |
| -------------------------------------------------------------------- | ---- | ---- | ---- | ---- | ---- | ---- | ---- | ---- | ---- | ---- | ---- | ---- | ---- | ---- | ---- |
| Obyvatelé                                                            | 326  | 370  | 399  | 437  | 757  | 712  | 799  | 724  | 762  | 301  | 212  | 163  | 464  | 604  | 668  |
| Domy                                                                 | 50   | 57   | 58   | 61   | 112  | 116  | 130  | 181  | —    | 78   | 65   | 75   | 142  | 190  | 243  |
| Počet domů z roku 1961 je zahrnut v celkovém počtu domů obce Jirkov. |      |      |      |      |      |      |      |      |      |      |      |      |      |      |      |

## Obecní správa a politika
Po zrušení patrimoniální správy se Březenec stal roku 1850 obcí, ale už roku 1868 byl osadou Jirkova. Tou zůstal do začátku dvacátého století, kdy se v roce 1901 opět osamostatnil. K Jirkovu byl jako část obce připojen znovu v roce 1960.
Dne 22. května 1938 se konaly volby do obecních zastupitelstev. Z rozdělených 737 hlasů v Březenci získaly 505 hlasů Sudetoněmecká strana, 122 hlasů Německá sociální demokracie a 110 hlasů KSČ.

## Pamětihodnosti

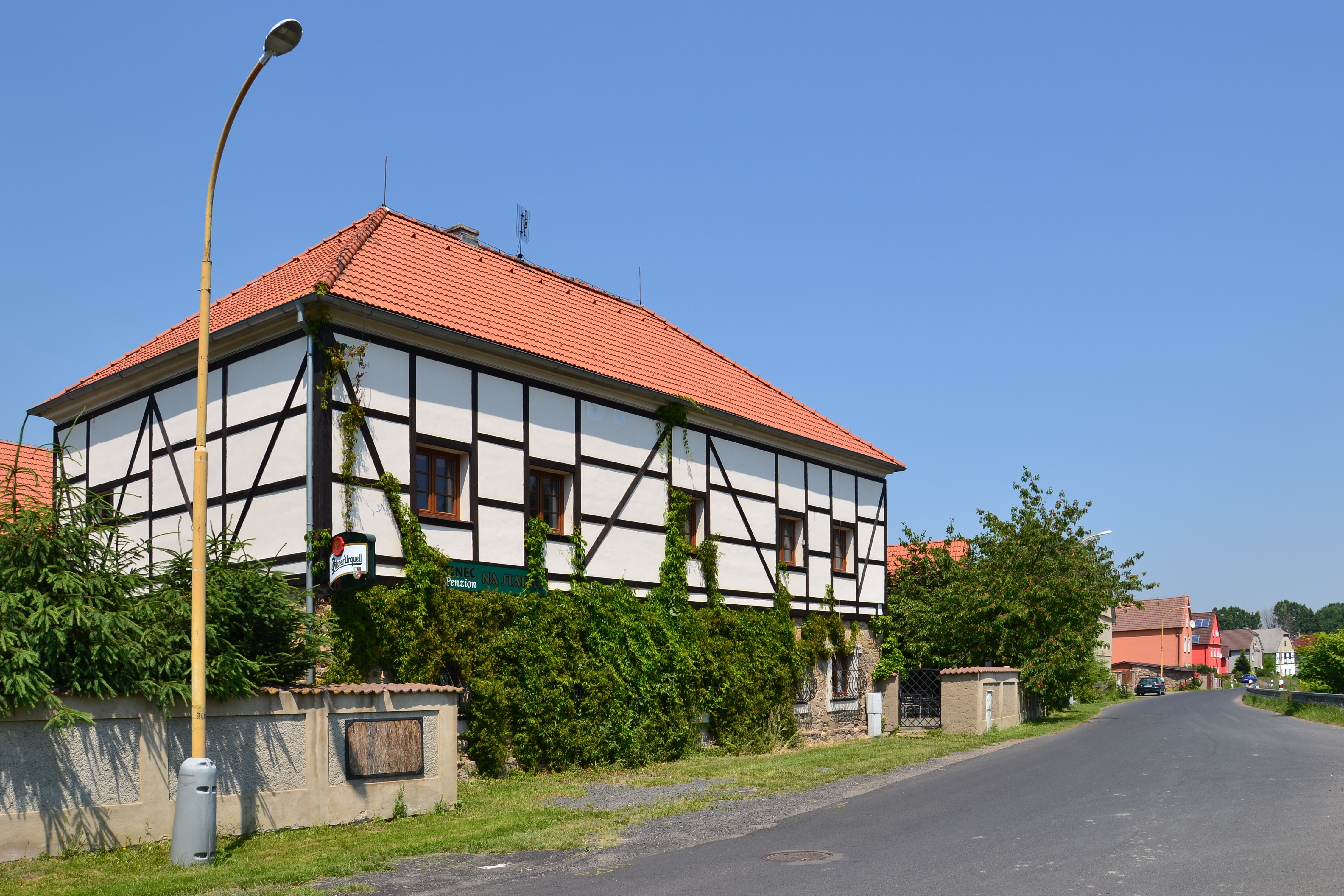
Hrázděný dům

Dominantou vesnice býval barokní kostel svatého Linharta zbořený roku 1982. Kromě něj tu stojí klasicistní budova bývalé školy z roku 1804. Ve vsi také bývala u silnice do Chomutova barokní socha svaté Barbory ze druhé poloviny osmnáctého století a sloup Nejsvětější Trojice z roku 1733. V parku, který vznikl na místě vysušeného rybníka, stojí pomník obětem za boj pro české osídlence.